# Vietnams nationella konstmuseum

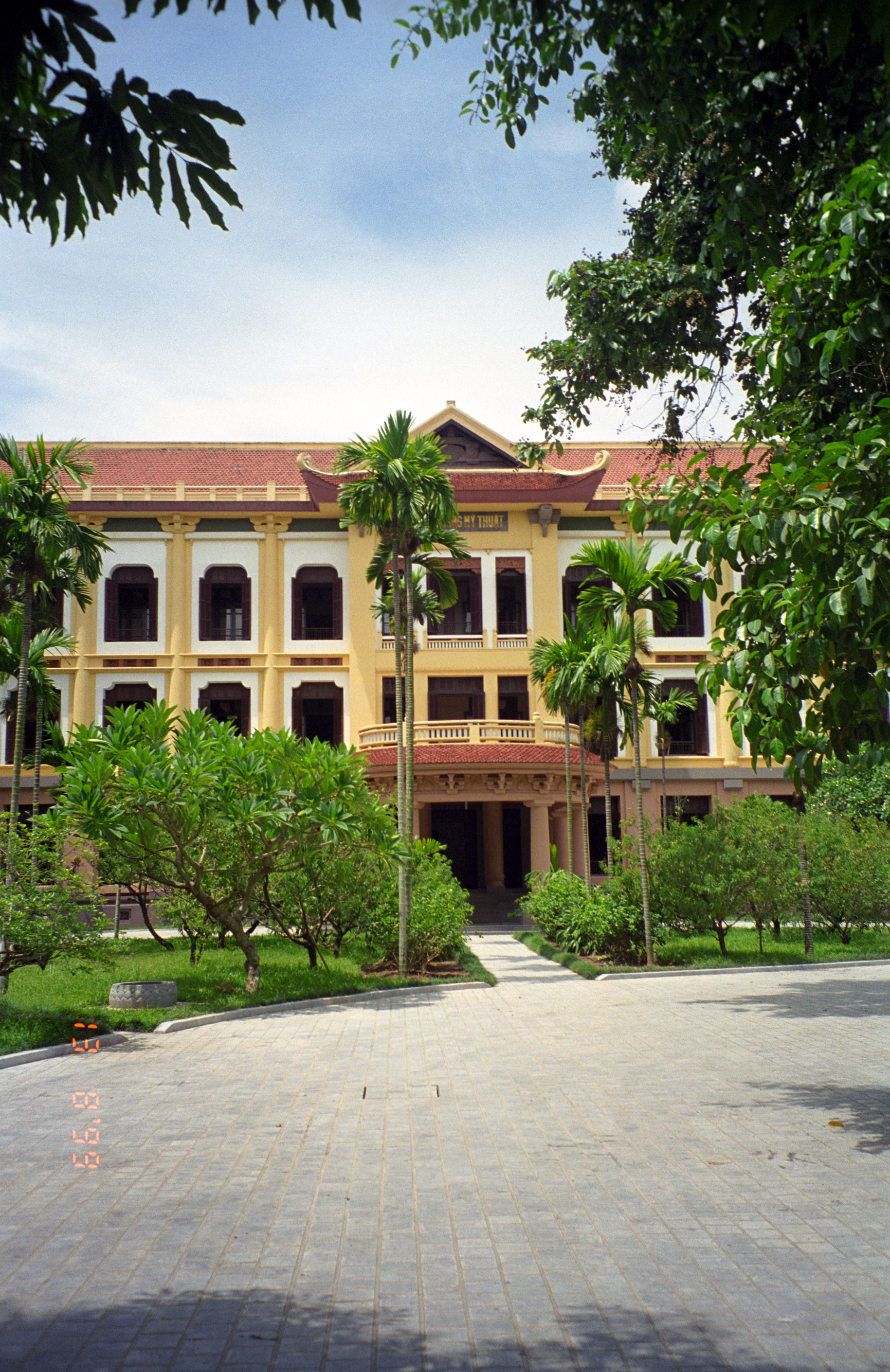
Vietnams nationella konstmuseum

Vietnams nationella konstmuseum är ett konstmuseum i Hanoi i Vietnam.
Vietnams nationella konstmuseum, på vietnamesiska Bảo tàng Mỹ thuật Việt Nam, är landets största konstmuseum och visar vietnamesisk konst från alla epoker.
Museet ligger sedan 1966 i en byggnad från 1937 på Nguyễn Thái Học-gatan som tidigare varit elevhem för en katolsk internatskola för flickor.